# The Sum of Its Parts
(The Whole Is Greater Than) The Sum of Its Parts (anche conosciuto come The Sum of It's Parts) è il sesto album in studio da parte della band britannica di musica elettronica-dance Chicane. Ha annunciato il titolo dell'album al nono volume del suo programma radiofonico mensile podcast di Chicane Presents Sun il 28 luglio 2014. L'album è stato pubblicato il 25 gennaio 2015 Modena Records.
L'album ha debuttato al numero 44 sulla UK Albums Chart, vendendo 1 987 copie nella prima settimana.

## Elenco Tracce Album
1. Église – 4:35 (Matt Hales, Richard Searle) – Chicane, Searle
2. 38 Weeks (with Ferry Corsten featuring Lisa Gerrard) (extended album mix) – 5:34 (Bracegirdle, Ferry Corsten, Searle, Lisa Gerrard) – Chicane, Searle, Corsten
3. Oxygen (featuring Paul Aiden) (album mix) – 6:26 (Bracegirdle, Searle, Paul Aiden) – Chicane, Searle
4. One Thousand Suns (Soundprank extended vocal mix) (with Ferry Corsten featuring Christian Burns) – 5:08 (Bracegirdle, Corsten, Christian Burns) – Chicane, Corsten, Soundprank (remix)
5. Tuesdays (featuring City Lies and Manu Zain) – 5:30 (Bracegirdle, Searle, City Lies, Manu Zain) – Chicane, Searle
6. Still with Me (featuring Bo Bruce) (Disco Citizens mix) – 6:47 (David Reed, Cristina Soto, Chad Cisneros) – Chicane, Searle
7. One More Time (featuring Duane Harden) (album mix) – 5:17 (Bracegirdle, Searle, Duane Harden) – Chicane
8. Fibreglasses – 6:14 (Bracegirdle, Searle) – Chicane, Searle
9. Orleans (featuring Lisa Gerrard) – 4:20 (Bracegirdle, Searle, Gerrard) – Chicane, Searle
10. Motion (featuring Paul Aiden) – 5:30 (Bracegirdle, Searle, Aiden) – Chicane, Searle
11. No More I Sleep (featuring Senadee) (Disco Citizens Rockin' album mix) – 4:42 (Bracegirdle, Searle, Senadee) – Chicane, Searle
12. Photograph (featuring Christian Burns) – 3:30 (Bracegirdle, Burns, Victoria Horn) – Chicane, Searle